# Oblast de Koursk
Pour les articles homonymes, voir Koursk (homonymie).
Ne doit pas être confondu avec Incursion d'août 2024 dans l'oblast de Koursk.
L'oblast de Koursk (en russe : Ку́рская о́бласть, Kourskaïa oblast) est un sujet fédéral de Russie (oblast). Sa capitale administrative est la ville de Koursk. Il est frontalier de l'oblast de Soumy en Ukraine.
À partir d'août 2024, une partie de ce territoire est occupée par l'armée ukrainienne.

## Géographie

### Situation
L'oblast de Koursk est un des 89 sujets de la fédération de Russie, situé dans le sud de la partie européenne du pays, et dépendant ainsi du district fédéral central. La région est limitrophe au nord-ouest de l'oblast de Briansk, au nord de l'oblast d'Orel, au nord-est de l'oblast de Lipetsk, à l'est de celui de Voronej et au sud de celui de Belgorod. Il est par ailleurs frontalier de l'Ukraine avec l'oblast de Soumy à l'ouest. L'oblast, d'une superficie de 29 997 km2, occupe les contreforts occidentaux du plateau central de Russie et s'étage entre 150 et 285 m d'altitude (point culminant : crête de Timsko-Tchigrinsk).

### Climat
Le climat de l'oblast est modérément continental, avec une température moyenne en janvier de −4,8 °C et de +19,8 °C en juillet. Il tombe chaque année 834 mm de précipitations en moyenne.

### Environnement
L'oblast de Koursk compte une aire protégée d'importance fédérale et 40 aires protégées d'importance régionale. La superficie totale de ces aires est en 2020  de 9 881,353 hectares, soit 0,33 % de la superficie totale de la région.
La réserve naturelle des Terres Noires centrales (en) est la seule aire protégée d'importance fédérale de l'oblast. D'une superficie de 5 287,4 ha, elle a été créée le 10 février 1935 pour protéger l'écosystème des steppes des terres noires. La réserve abrite 1 399 espèces de plantes, 231 espèces d'oiseaux, 30 espèces de poissons, 10 espèces d'amphibiens, 5 espèces de reptiles, environ 4 000 espèces d'insectes, et plus de 240 espèces d'araignées.

### Voies de communication et transports
Fin 2022, selon le service fédéral des statistiques de l'État russe, la longueur totale des voies publiques dans l'oblast de Koursk est de 17 598,1 km, dont 498,9 km de routes d'importance fédérales, 6 530,0 km de routes d'importance régionale et 10 569,2 km de routes d'importance locale. La longueur des routes à revêtement dur est de 11 598,7 km (65,9 % du total), tandis que la densité des voies publiques à revêtement dur est de 387 km / 1 000 km2 dans l'oblast.
Les principales routes desservant l'oblast sont la route fédérale M2, qui relie Moscou par Toula, Oriol, Koursk et Belgorod à la frontière ukrainienne et la route fédérale M3 qui relie Moscou par Kalouga et Briansk à la frontière ukrainienne. Les autres routes fédérales de l'oblast sont l'A142 (E-381) de Trosna à Kalinovka et la R298 de Koursk via Voronej à la R22. La route européenne 38 traverse l'oblast d'ouest en est (Rylsk, Lgov, Koursk, Tim) tandis que la route européenne 105 suit le tracé de la M2.
Fin 2022, selon Rosstat, l'oblast de Koursk compte 1 055,8 km de voies ferrées, et la densité du réseau ferré est de 352 km / 10 000 km2. Les principales lignes ferroviaires traversant l'oblast sont celles de Moscou à Kharkiv, de Moscou au Donbass, de Briansk à Kharkiv et de Voronej à Kyïv. Koursk, Lgov et Kastornoïe sont de grands nœuds ferroviaires tandis que l'oblast possède l'une des plus fortes densités ferroviaires du pays. Le transport de passager est assuré par deux filiales des Chemins de fer russes. La ville de Kousk et sa banlieue possède un réseau de train de banlieues.

## Histoire
Du 5 juillet au 23 août 1943, durant la seconde Guerre mondiale, la bataille de Koursk oppose les forces allemandes aux forces soviétiques, sur un immense saillant de 23 000 km2 dans l'oblast de Koursk, entre Orel au nord et Belgorod au sud. 
La Russie envahit l'Ukraine à partir de 2022. À partir du 6 août 2024, des troupes ukrainiennes mènent une contre-offensive, pénètrent dans l'oblast et occupent des villages,,.

## Politique et administration

### Divisions administratives
D'un point de vue administratif, l'oblast est divisé en 28 raïons et en 480 conseils de villages (selsoviets). Ils contiennent 5 villes d'importance d'oblast, 5 villes d'importances de raïons, 22 communes urbaines et 2775 localités rurales.
Selon la division municipale actuelle en vigueur, l'oblast est divisé en 5 okrougs urbains et en 28 raïons municipaux. Ces raïons municipaux contiennent 27 établissements urbains et 295 établissements ruraux. Ainsi, il y a en tout 355 municipalités sur le territoire de l'oblast.

## Population et société

### Démographie
| 2002      | 2016      | 2021      | - | - |
| --------- | --------- | --------- | - | - |
| 1 235 091 | 1 120 019 | 1 082 458 | - | - |

| Année | Fécondité | Fécondité urbaine | Fécondité rurale |
| ----- | --------- | ----------------- | ---------------- |
| 1990  | 1,85      | 1,68              | 2,33             |
| 1991  | 1,67      | 1,47              | 2,21             |
| 1992  | 1,54      | 1,35              | 2,03             |
| 1993  | 1,42      | 1,20              | 1,98             |
| 1994  | 1,45      | 1,25              | 1,91             |
| 1995  | 1,34      | 1,17              | 1,73             |
| 1996  | 1,31      | 1,17              | 1,63             |
| 1997  | 1,23      | 1,12              | 1,50             |
| 1998  | 1,24      | 1,14              | 1,49             |
| 1999  | 1,19      | 1,08              | 1,43             |
| 2000  | 1,22      | 1,15              | 1,41             |
| 2001  | 1,23      | 1,16              | 1,43             |
| 2002  | 1,23      | 1,17              | 1,39             |
| 2003  | 1,26      | 1,20              | 1,45             |
| 2004  | 1,28      | 1,22              | 1,43             |
| 2005  | 1,22      | 1,20              | 1,25             |
| 2006  | 1,26      | 1,23              | 1,33             |
| 2007  | 1,41      | 1,37              | 1,49             |
| 2008  | 1,50      | 1,46              | 1,58             |
| 2009  | 1,51      | 1,45              | 1,65             |
| 2010  | 1,54      | 1,51              | 1,64             |
| 2011  | 1,61      | 1,45              | 2,09             |
| 2012  | 1,70      | 1,49              | 2,35             |
| 2013  | 1,67      | 1,48              | 2,31             |
| 2014  | 1,70      | 1,51              | 2,30             |
| 2015  | 1,72      | 1,61              | 2,06             |
| 2016  | 1,64      | 1,55              | 1,97             |
| 2017  | 1,46      | 1,36              | 1,79             |
| 2018  | 1,44      | 1,34              | 1,78             |
| 2019  | 1,34      | 1,25              | 1,63             |

### Éducation
L'oblast compte 4 universités, avec plus de 36 000 étudiants en octobre 2019. Ce sont l'Université d'État du Sud-Ouest, l'Université d'État de Koursk, l'Université médicale d'État de Koursk et l'Académie agricole d'État de Koursk.

## Économie
La principale activité économique est l'exploitation minière : le bassin de Koursk recèle les plus gros gisements de fer connus, et l’anomalie magnétique de Koursk est la principale anomalie du champ  magnétique terrestre. Les autres ressources minières importantes sont l’or, l’uranium et le platine (formation précambrienne de Mikhaïlovsky). Outre la sidérurgie, les principales activités industrielles sont la chimie et l’agroalimentaire. L'agriculture est florissante car la région est couverte à 70% de tchernoziom fertile, le reste de podzosol. L'oblast a été presque entièrement défriché.
La centrale nucléaire de Koursk se trouve dans les environs de la ville de Kourtchatov : elle est équipée de quatre réacteurs à graphite de type RBMK-1000, les mêmes que ceux de la centrale nucléaire de Tchernobyl, mis en service entre 1977 et 1986.